# 長鱂
長鱂為輻鰭魚綱鯉齒目鯉齒亞目鯉齒鱂科的其中一種，被IUCN列為瀕危保育類動物，分布於北美洲美國德州Reeves郡Toyah河及聖索羅門的灌溉溝渠流域，體長可達6.2公分，棲息在泥底質的溝渠、溪流。